# Mads Pedersen (wielrenner)
Mads Pedersen (Tølløse, 18 december 1995) is een Deens wielrenner die anno 2024 rijdt voor Lidl-Trek. Hij won in 2019 de wegwedstrijd bij de WK op de weg en meerdere etappes in Grote Rondes. Zijn zeges behaalde hij vooral op sprintende wijze in heuvelachtige wedstrijden.

## Carrière

### Eerste successen
Als junior en belofte won Pedersen in 2012 en 2013 meerdere etappes in meerdaagse wedstrijden. Daarnaast won hij die twee jaren ook vijf eindklassementen, in de Trofeo Karlsberg bleek hij tweemaal de sterkste over vijf etappes. Zijn successen op amateurniveau leverde hem zijn eerste contract op, hij ging twee jaar rijden bij de Deense wielerploeg Cult Energy Vital Water. In 2014 was hij onder meer ploeggenoot van Magnus Cort. Pedersens eerste overwinning bij deze ploeg was de Eschborn-Frankfurt voor beloften. Nadat de ploeg in 2015 ophield te bestaan koerste hij in 2016 bij Stölting Service Group, bij de Duitse ploeg was Lennard Kämna een van zijn ploeggenoten. In 2016 reed hij meerdere Belgische voorjaarsklassiekers zoals Dwars door Vlaanderen en de Brabantse Pijl bij de elite. In het voorjaar won hij tevens de beloftenwedstrijd van Gent-Wevelgem. In een sprint met drie andere renners versloeg hij onder andere Anders Skaarseth. Later won Pedersen ook nog een etappe in de Ronde van Noorwegen en Fyen Rundt, in 2018 en 2022 won hij de Deense wedstrijd wederom.

### Start bij Trek-Segafredo
Per 2017 tekende Pedersen een profcontract bij het Amerikaanse Trek-Segafredo, zijn eerste UCI World Tour-wedstrijd namens deze ploeg was de Tour Down Under. Nadat hij in mei voor het eerst verscheen in de Giro won hij in juni het nationale kampioenschap op de weg bij de elite. Hij verwees Nicolai Brøchner en Alexander Kamp naar de ereplaatsen op het podium. Pedersen sloot het jaar af met zeges in de Ronde van Poitou-Charentes en de Ronde van Denemarken. In het voorjaar van 2018 kwam Pedersen tot een vijfde plaats in Dwars door Vlaanderen enkele dagen reed hij ook de Ronde van Vlaanderen. In de Ronde finishte hij als tweede, 12 seconden na winnaar Niki Terpstra. Pedersen met zijn 22 jaar een van de jongste renners die aan de start verscheen. In de Ronde van Italië eindigde hij in twee etappes in de top tien en begin augustus won hij de individuele tijdrit in de Ronde van Denemarken. In september boekte hij zijn tiende profzege: hij won de Eurométropole Tour.

### Grote doorbraak
In het grootste deel van 2019 moest hij het doen met enkel ereplaatsen in meerdaagse wedstrijden. Medio september boekte hij zijn eerste zege van het jaar, hij won de GP Isbergues. Precies een week later reed hij voor de tweede keer de wegwedstrijd bij de WK op de weg. Na een koers van bijna zesenhalf uur bleek Pedersen nog de sterkste benen in huis te hebben; hij versloeg de Italiaan Matteo Trentin in een sprint om de zege. Pedersen was de eerste Deen die de wegwedstrijd op de WK op zijn naam schreef, het volgende seizoen mocht hij starten in de wereldkampioenentrui. In 2020 reed hij, net als in de voorgaande jaren, voornamelijk meerdaagse wedstrijden. In de Ronde van Polen won hij de tweede etappe, dit was zijn eerste World Tour-zege. In de Ronde van Frankrijk die niet veel later volgde finishte Pedersen drie etappes in de top vijf. In het najaar won hij Gent-Wevelgem, dat wegens de coronapandemie pas in oktober plaatsvond. In 2021 reed hij al voor zijn vijfde seizoen bij Trek-Segafredo, namens wie hij wederom in de Ronde van Denemarken uitblonk. In alle etappes eindigde hij bij de beste tien en hij kwam tot een tweede plaats in het eindklassement.

### Ook in Grote Rondes
In 2022 startte hij met het aaneenrijgen van zeges. Hij won etappes in de Ster van Bessèges, Parijs-Nice, Ronde van de Sarthe, en Ronde van België alvorens hij verscheen aan de start in de Tour. In de dertiende etappe, een heuveletappe die finishte in Saint-Étienne, was hij een van de vroege vluchters. In een sprint om de zege met de overgebleven renners bleek hij de sterkste, de Brit Fred Wright kwam als tweede over de eindstreep. Niet veel later reed Pedersen ook de Vuelta, in deze wedstrijd kwam hij tienmaal in de top tien terecht, waarvan vier keer op een tweede plek. Drie andere keren won hij een etappe, door dit succes won hij als eerste Deen ooit ook het puntenklassement in de Ronde van Spanje. Een jaar later won hij voor het eerst een etappe in de Ronde van Italië waarmee hij de trilogie van etappezeges in de Grote Rondes vervolledigde. In de zesde etappe, die werd verreden in en rond Napoli, troefde hij latere ploeggenoot Jonathan Milan af in de sprint. In de Ronde van Frankrijk sprintte hij in de achtste etappe naar zijn tweede etappezege in de Tour, hij was groene truidrager Jasper Philipsen te snel af. Pedersen startte 2024 sterk met zeges in de Ster van Bessèges en de Ronde van de Provence. In het Belgische voorjaar won hij Gent-Wevelgem nadat hij Mathieu van der Poel versloeg in de eindsprint. Begin augustus reed Pedersen voor het eerst de wegwedstrijd op de Olympische Zomerspelen, hij finishte hier als twintigste. In het najaar won hij twee etappes in de Ronde van Duitsland waar hij samen met Jonathan Milan en de ploeg domineerde. In de wegwedstrijd op de WK van hetzelfde jaar kwam hij als dertiende over de eindstreep, bijna vier minuten na winnaar Tadej Pogačar.

### Succesvolste Deen en levenslang contract
In het begin van 2025 reed Pedersen wederom de Ronde van de Provence en Parijs-Nice, in beide wedstrijden was hij goed voor etappewinst. In de zes eendagsklassiekers waar hij daarna aan deelnam eindigde hij tweemaal buiten het podium; in Milaan-San Remo als zevende en in Dwars door Vlaanderen als vijfde. In Gent-Wevelgem pakte hij het anders aan dan gebruikelijk is voor de Deen, door met een solo van bijna zestig kilometer zichzelf op te volgen. Even later verscheen hij in de Ronde van Vlaanderen waar hij samen met Van der Poel en Pogačar een van de attractievere renners bleek van de wedstrijd. De Sloveen Pogačar bleek echter te sterk voor zijn uitdagers, Pedersen won de sprint van Van der Poel en Wout van Aert waardoor hij als tweede eindigde. Ook in Parijs-Roubaix ging Pedersen de strijd aan met Van der Poel en Pogačar. Ditmaal trok Van der Poel aan het langste eind, Pedersen finishte als derde en moest hierdoor langer wachten op zijn eerste zege in een Monument. Begin mei startte hij met vijftig profzeges op zak in de Ronde van Italië. Hij zegevierde in de eerste en derde etappe waarmee hij de succesvolste Deense renner werd in de geschiedenis, Rolf Sørensen kwam tot 51 zeges. Na de vierde etappe maakte hij in een persconferentie kenbaar de rest van zijn carrière te rijden bij Lidl-Trek, waar hij plande te stoppen per 2030. Één dag later won hij ook de 5e etappe waardoor zijn totaal op drie kwam te staan. Pedersen bleef leider in het algemene klassement.

## Palmares
2012
3e etappe Ronde van Istrië
Eind- en jongerenklassement Ronde van Istrië
3e etappe (deel A) Trofeo Karlsberg
Eind- en jongerenklassement Trofeo Karlsberg
Proloog, 3e (TTT) en 5e etappe Sint-Martinusprijs Kontich
Eind-, punten- en jongerenklassement Sint-Martinusprijs Kontich
2013
Parijs-Roubaix, Junioren
2e (deel A) en 4e etappe Vredeskoers, Junioren
Eind- en puntenklassement Vredeskoers, Junioren
3e (deel A), 3e (deel B) en 4e etappe Trofeo Karlsberg
Eindklassement Trofeo Karlsberg
3e (deel A, TTT) en 4e etappe Sint-Martinusprijs Kontich
2e etappe (deel B) Luik-La Gleize
Bergklassement Luik-La Gleize
4e etappe GP Rüebliland
4e etappe Giro della Lunigiana
2014
Rund um den Finanzplatz Eschborn-Frankfurt, Beloften
2015
2e (TTT) en 3e etappe ZLM Tour
2e etappe Ronde van de Toekomst
2016
Gent-Wevelgem/Kattekoers-Ieper
3e etappe Ronde van Noorwegen
Fyen Rundt
 Deens kampioen op de weg, Beloften
2017
 Deens kampioen op de weg, Elite
4e etappe (ITT) Ronde van Poitou-Charentes
Eindklassement Ronde van Poitou-Charentes
3e etappe Ronde van Denemarken
Eind-, punten- en jongerenklassement Ronde van Denemarken
2018
2e etappe Herald Sun Tour
Fyen Rundt
4e etappe (ITT) Ronde van Denemarken
Eurométropole Tour
2019
GP van Isbergues
 Wereldkampioen op de weg, Elite
2020
2e etappe Ronde van Polen
3e etappe BinckBank Tour
Puntenklassement BinckBank Tour
Gent-Wevelgem
2021
Kuurne-Brussel-Kuurne
2e etappe Ronde van Denemarken
Puntenklassement Ronde van Denemarken
3e etappe Ronde van Noorwegen
2022
1e etappe Ster van Bessèges
Puntenklassement Ster van Bessèges
3e etappe Parijs-Nice
1e en 3e etappe Ronde van Sarthe
Puntenklassement Ronde van Sarthe
Fyen Rundt*
1e etappe Ronde van België
Puntenklassement Ronde van België
13e etappe Ronde van Frankrijk
13e, 16e en 19e etappe Ronde van Spanje
Puntenklassement Ronde van Spanje
2023
5e etappe (ITT) Ster van Bessèges
2e etappe Parijs-Nice
6e etappe Ronde van Italië
8e etappe Ronde van Frankrijk
5e etappe Ronde van Denemarken
Eind- en puntenklassement Ronde van Denemarken
BEMER Cyclassics
2024
3e etappe Ster van Bessèges
Eind- en puntenklassement Ster van Bessèges
Proloog, 1e en 2e etappe Ronde van de Provence
Eind- en puntenklassement Ronde van de Provence
Gent-Wevelgem
1e etappe Critérium du Dauphiné
2e en 4e etappe Ronde van Duitsland
Eindklassement Ronde van Duitsland
2e etappe Ronde van Luxemburg
2025
2e etappe Ronde van de Provence
Eind- en puntenklassement Ronde van de Provence
6e etappe Parijs-Nice
Puntenklassement Parijs-Nice
Gent-Wevelgem
1e, 3e, 5e en 13e etappe Ronde van Italië
Puntenklassement Ronde van Italië
 Deens kampioen tijdrijden, elite
1e, 4e en 5e etapppe Ronde van Denemarken
Eind- en puntenklassement Ronde van Denemarken
* als lid van de nationale selectie

### Resultaten in voornaamste wedstrijden
| Jaar | Ronde van Italië | Ronde van Frankrijk | Ronde van Spanje |
| ---- | ---------------- | ------------------- | ---------------- |
| 2015 |                  |                     |                  |
| 2016 |                  |                     |                  |
| 2017 | 138e             |                     |                  |
| 2018 | 140e             |                     |                  |
| 2019 |                  |                     |                  |
| 2020 |                  | 124e                |                  |
| 2021 |                  | 137e                |                  |
| 2022 |                  | 99e (1)             | 102e (3)         |
| 2023 | opgave (1)       | 105e (1)            |                  |
| 2024 |                  | opgave              |                  |
| 2025 | 90e (4)          |                     |                  |

| Jaar | Milaan-San Remo | Gent-Wevelgem | Ronde van Vlaanderen | Parijs-Roubaix | Luik-Bast.‑Luik | Omloop Het Nieuwsblad | E3 Saxo Classic | Dwars door Vlaanderen |  | WK op de weg |  | Wereldranglijsten     |
| ---- | --------------- | ------------- | -------------------- | -------------- | --------------- | --------------------- | --------------- | --------------------- |  | ------------ |  | --------------------- |
| 2015 |                 |               |                      |                |                 | opgave                |                 | opgave                |  |              |  |                       |
| 2016 |                 |               |                      |                |                 | 39e                   |                 | 15e                   |  |              |  | 272e (UWR)            |
| 2017 |                 |               |                      | 95e            |                 | opgave                | 90e             | 150e                  |  | opgave       |  | 406e (UWT) 145e (UWR) |
| 2018 |                 |               | ↑                    | 71e            |                 | 92e                   | opgave          | 5e                    |  |              |  | 72e (UWT) 68e (UWR)   |
| 2019 |                 | 33e           | opgave               | 51e            |                 | 105e                  |                 |                       |  | ↑            |  | 93e (UWR)             |
| 2020 |                 | ↑             | 59e                  |                | opgave          | 66e                   |                 |                       |  |              |  | 31e (UWR)             |
| 2021 |                 |               | opgave               | opgave         |                 | 112e                  | opgave          |                       |  | opgave       |  | 75e (UWR)             |
| 2022 | 6e              | 7e            | 8e                   | opgave         |                 |                       | 24e             | 69e                   |  |              |  | 20e (UWR)             |
| 2023 | 6e              | 5e            | ↑                    | 4e             |                 |                       | 14e             | 5e                    |  | 4e           |  | 6e (UWR)              |
| 2024 | 4e              | ↑             | 22e                  | ↑              |                 |                       | 11e             | opgave                |  | 13e          |  | 12e (UWR)             |
| 2025 | 7e              | ↑             | ↑                    | ↑              |                 |                       | ↑               | 5e                    |  |              |  |                       |

### Resultaten in kleinere rondes
| Jaar | Tour Down Under | Parijs-Nice | Tirreno-Adriatico | Ronde van Californië | Critérium du Dauphiné | Ronde van Polen | Benelux Tour |
| ---- | --------------- | ----------- | ----------------- | -------------------- | --------------------- | --------------- | ------------ |
| 2017 | 130e            |             |                   |                      |                       |                 | 68e          |
| 2018 | 116e            |             | 115e              |                      |                       |                 | opgave       |
| 2019 |                 |             | 49e               | 91e                  |                       | opgave          | 37e          |
| 2020 | 132e            | opgave      |                   |                      |                       | 113e (1)        | 5e (1)       |
| 2021 |                 | 118e        |                   |                      | opgave                |                 | opgave       |
| 2022 |                 | 35e (1)     |                   |                      |                       |                 |              |
| 2023 |                 | opgave (1)  |                   |                      |                       |                 |              |
| 2024 |                 | 74e         |                   |                      | 61e (1)               | opgave          |              |
| 2025 |                 | 26e (1)     |                   |                      |                       |                 |              |

## Ploegen
- 2014 –  Cult Energy Vital Water
- 2015 –  Cult Energy Pro Cycling
- 2016 –  Stölting Service Group
- 2017 –  Trek-Segafredo
- 2018 –  Trek-Segafredo
- 2019 –  Trek-Segafredo
- 2020 –  Trek-Segafredo
- 2021 –  Trek-Segafredo
- 2022 –  Trek-Segafredo
- 2023 –  Trek-Segafredo
- 2024 –  Lidl-Trek
- 2025 –  Lidl-Trek

## Familie
Pedersens jongere broer Martin is eveneens wielrenner en reed in 2023 als stagiair bij Trek-Segafredo, hun vader Claus is sinds 2022 actief als ploegleider bij de Deense wielerploeg Airtox-Carl Ras.
Carbel · Downing · Gerdemann · Guldhammer · Hník · Kirsch · Larsson · Lemarchand · Mager · Mortensen · Pedersen · Quaade · Reihs · Vinther · Wegmann · Zangerlé
Alafaci · Beppu · Bernard · Brändle · Cardoso · Coledan · Contador · Daniel · Degenkolb · Didier · Felline · Gogl · Guerreiro · Hernández · Irizar · de Kort · Mollema · Nizzolo · Pantano · Pedersen · van Poppel · Rast · Reijnen · Stetina · Stuyven · Theuns · Zubeldia · Conci (stagiair) · Moschetti (stagiair) · Toovey (stagiair)
Alafaci · Beppu · Bernard · Brambilla · Brändle · Conci · Daniel · Degenkolb · Didier · Eg · Felline · Frame · Gogl · Grmay · Guerreiro · Irizar · de Kort · Mollema · Mullen · Nizzolo · Pantano · Pedersen · van Poppel · Rast · Reijnen · Skujiņš · Stetina · Stuyven
Beppu · Bernard · Brambilla · Ciccone · Clarke · Conci · Degenkolb · Eg · Felline · Frame · Gogl · Irizar (actief t/m 3 augustus) · Kirsch · de Kort · Mollema · Mosca (vanaf 1 augustus) · Moschetti · Mullen · Pantano · Pedersen  · Porte · Reijnen · Skujiņš · Stetina · Stuyven · Theuns · Debeaumarché (stagiair) · López (stagiair) · Quarterman (stagiair)
Bernard · Brambilla · Ciccone · Clarke · Conci · De Kort · Eg · Elissonde · Kamp · Kirsch · Liepiņš · López · Mollema · Mosca · Moschetti · Mullen · A. Nibali · V. Nibali · Pedersen  · Porte · Quarterman · Reijnen · Ries · Simmons · Skujiņš · Stuyven · Theuns · Weening (vanaf 5 juni) · Fancellu (stagiair) · Skjelmose Jensen (stagiair) · Tiberi (stagiair)
Bernard · Brambilla · Ciccone · Conci · Eg · Egholm · Elissonde · Gebreigzabhier · Kamp · Kirsch · De Kort  · Liepiņš · López · Mollema · Mosca · Moschetti · Mullen · A. Nibali · V. Nibali · Pedersen · Quarterman · Reijnen · Ries · Simmons · Skjelmose Jensen · Skujiņš · Stuyven · Theuns · Tiberi · Baroncini (stagiair) · Hellemose (stagiair) · Hoole (stagiair)
Aberasturi · Baroncini · Bernard · Brambilla · Brustenga · Cataldo · Ciccone · Egholm · Elissonde · Gallopin · Gebreigzabhier· Hellemose · Hoelgaard · Hoole · Kamp · Kirsch · Liepiņš · López · Mollema · Mosca · Moschetti · Pedersen · Pellaud · Simmons · Skjelmose Jensen · Skujiņš · Stuyven · Theuns · Tiberi · Tolhoek · Vergaerde · Nys (stagiair) · Vacek (stagiair)
Aberasturi · Baroncini · Bernard · Brustenga · Cataldo · Ciccone · Elissonde · Gallopin · Gebreigzabhier · Hellemose · Hoelgaard · Hoole · Kirsch · Liepiņš · López · Mollema · Mosca · Nys · Mad.Pedersen · Simmons · Skjelmose · Skujiņš · Stuyven · Tesfatsion · Theuns · Tiberi (tot 28/4) · Tolhoek · Vacek · Vergaerde · Aebersold (stagiair) · Mar.Pedersen (stagiair) · Teutenberg (stagiair)
Bagioli · Bernard · Cataldo · Ciccone · Consonni · Declercq · Felline · Geoghegan Hart · Ghebreigzabhier · Gibbons · Hoole · Kirsch · Konrad · López · Milan · Mollema · Mosca · Nys · Oomen · Pedersen · Simmons · Skjelmose · Skujiņš · Stuyven · Tesfatsion · Theuns · Vacek · Vergaerde · Verona · Ronhaar (stagiair)